# Moschendorf (Hof)

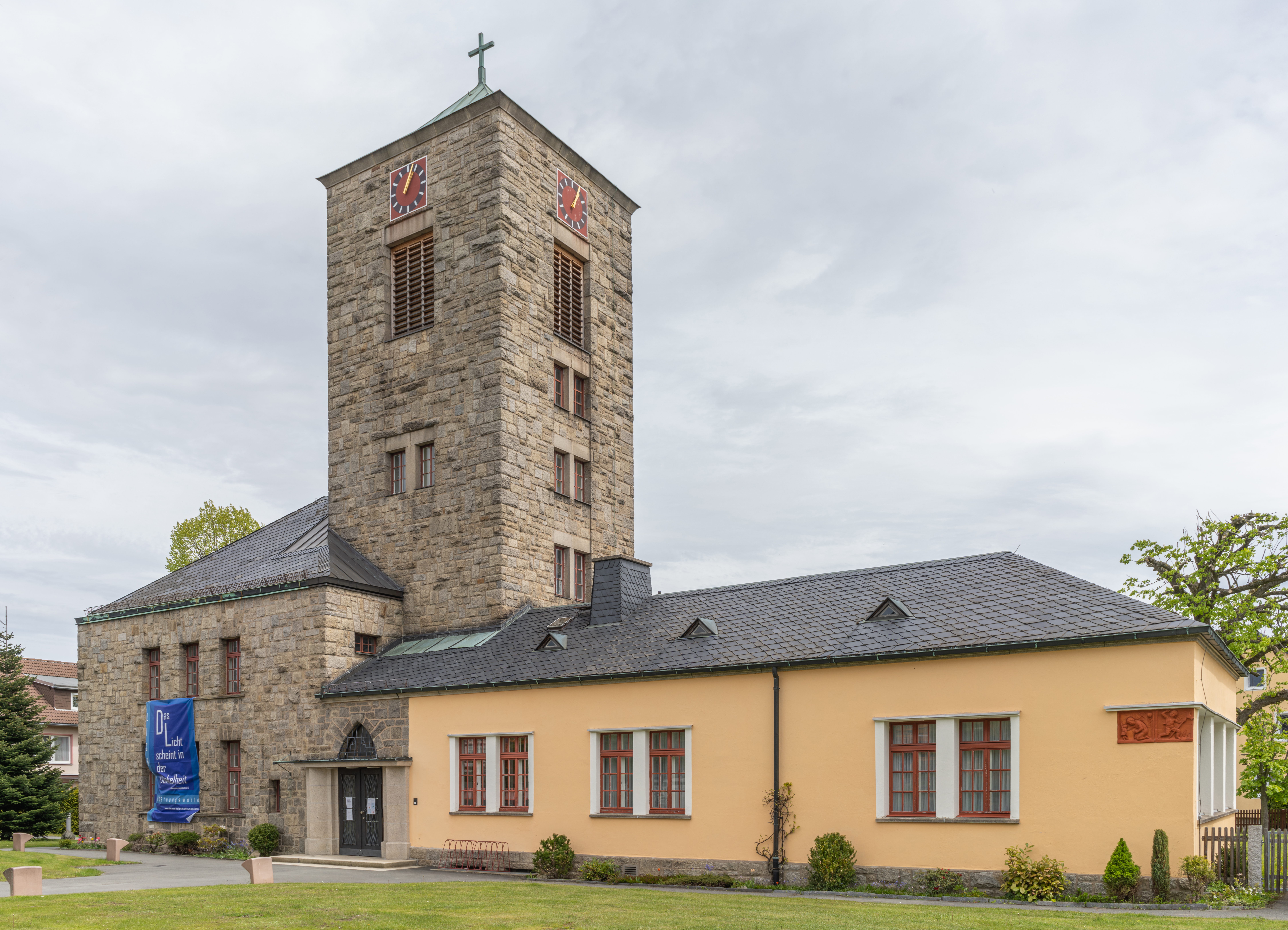
Auferstehungskirche in Hof-Moschendorf

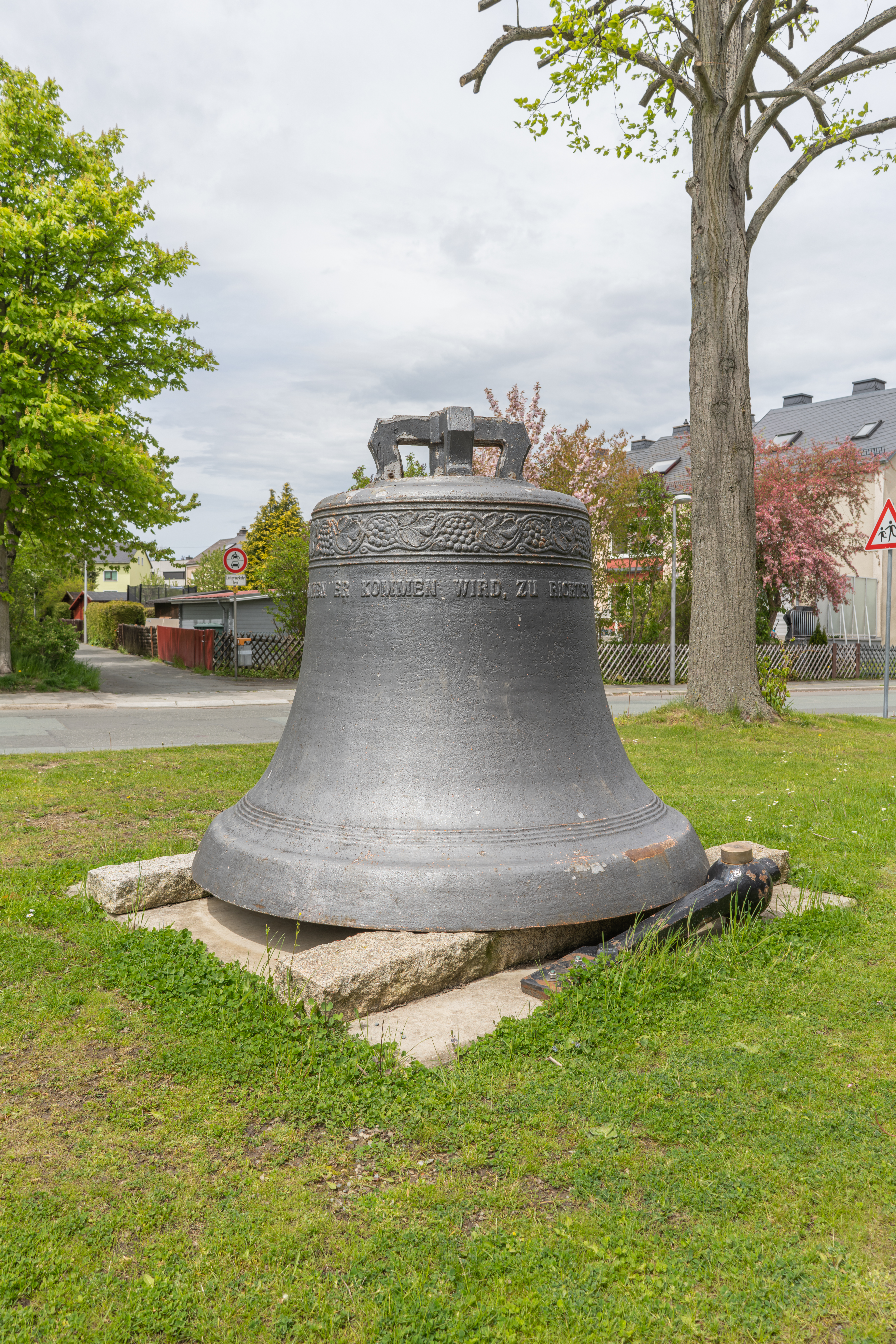
Glocke der Auferstehungskirche

Moschendorf [ˈmoːʃəndorf] ist ein Stadtteil der kreisfreien Stadt Hof in Bayern. Die frühere Gemeinde wurde am 1. April 1906 eingemeindet. Moschendorf liegt im Süden von Hof und ist heute mit rund 5000 Einwohnern nach Krötenbruck der zweitgrößte Stadtteil.

## Lage
Moschendorf liegt im Süden der Stadt Hof. Nördlich grenzen die Stadtteile Krötenbruck, Alsenberg und Otterberg an, sie gehörten vor der Eingemeindung zur Gemeinde Moschendorf. In westlicher Richtung liegt der Stadtteil Eppenreuth, im Süden der Markt Oberkotzau und im Osten die Gemeinde Döhlau. Im Süden Moschendorfs, am Lindenbühl, liegt der Untreusee, ein Naherholungsgebiet der Stadt. Im Stadtteil befinden sich die Gemarkungen Altenberg, Erlhof, Staudenmühle und Stelzenhof.

## Geschichte
Im 14. Jahrhundert begann die Besiedlung des Moschendorfer Gemeindegebietes. Der Name Moschendorf geht vermutlich auf das Rittergeschlecht Moschler zurück. Die Moschler hatten Besitzungen zwischen den Straßen nach Wunsiedel und Bayreuth im Süden der Stadt Hof.
Die ehemalige Gemeinde Moschendorf bestand aus den Ortsteilen Alsenberg/Otterberg, Anspann, Erlalohe, Krötenbruck und Moschendorf. Die Größe des Gemeindegebietes lässt sich noch an der Gemarkung Moschendorf der Stadt Hof ablesen.
Im Jahr 2006 feierte Moschendorf vom 29. April bis zum 1. Mai 100 Jahre Eingemeindung nach Hof.

## Kultur und Sehenswürdigkeiten
Die Auferstehungskirche ist das Gotteshaus der evangelisch-lutherischen Kirchengemeinde Moschendorf. Bei der Eingemeindung nach Hof wurde Moschendorf ein eigener Friedhof zuerkannt, der einzige Hofer Gottesacker neben dem städtischen Friedhof. Da der Moschendorfer Friedhof jedoch sehr klein ist, steht das Recht, dort bestattet zu werden, nur den Bewohnern der Straßen zu, die bei der Eingemeindung zur damaligen Gemeinde Moschendorf gehörten. Alle anderen Verstorbenen des Stadtteils Moschendorf werden auf dem städtischen Friedhof an der Plauener Straße beigesetzt.
Der Stelzenhof ist ein ehemaliges herrschaftliches Gut, dessen Geschichte bis ins Mittelalter zurückreicht.
Der Stadtteil Moschendorf beherbergt die Israelitische Kultusgemeinde Hof mit Synagoge und Gemeinderäumen in der Oberkotzauer Straße.
Der Gemischte Chor Hof-Moschendorf 1906 e. V., gegründet als Arbeiter-, Turn- und Gesangverein Moschendorf, ist der größte Gesangverein Hofs.
Im alten Kern Moschendorfs gibt es kleinere Geschäfte und eine Gaststätte.

## Lager Moschendorf

Denkmal Lager Moschendorf

Bekannt ist Moschendorf durch das KZ-Außenlager Moschendorf, das sich ab 1941 auf dem Fabrikgelände der Porzellanfabrik Moschendorf (1878–1957) befand. Nach dem Zweiten Weltkrieg (1945–1962) war dort das große Flüchtlingslager Moschendorf.

## Wirtschaft und Infrastruktur

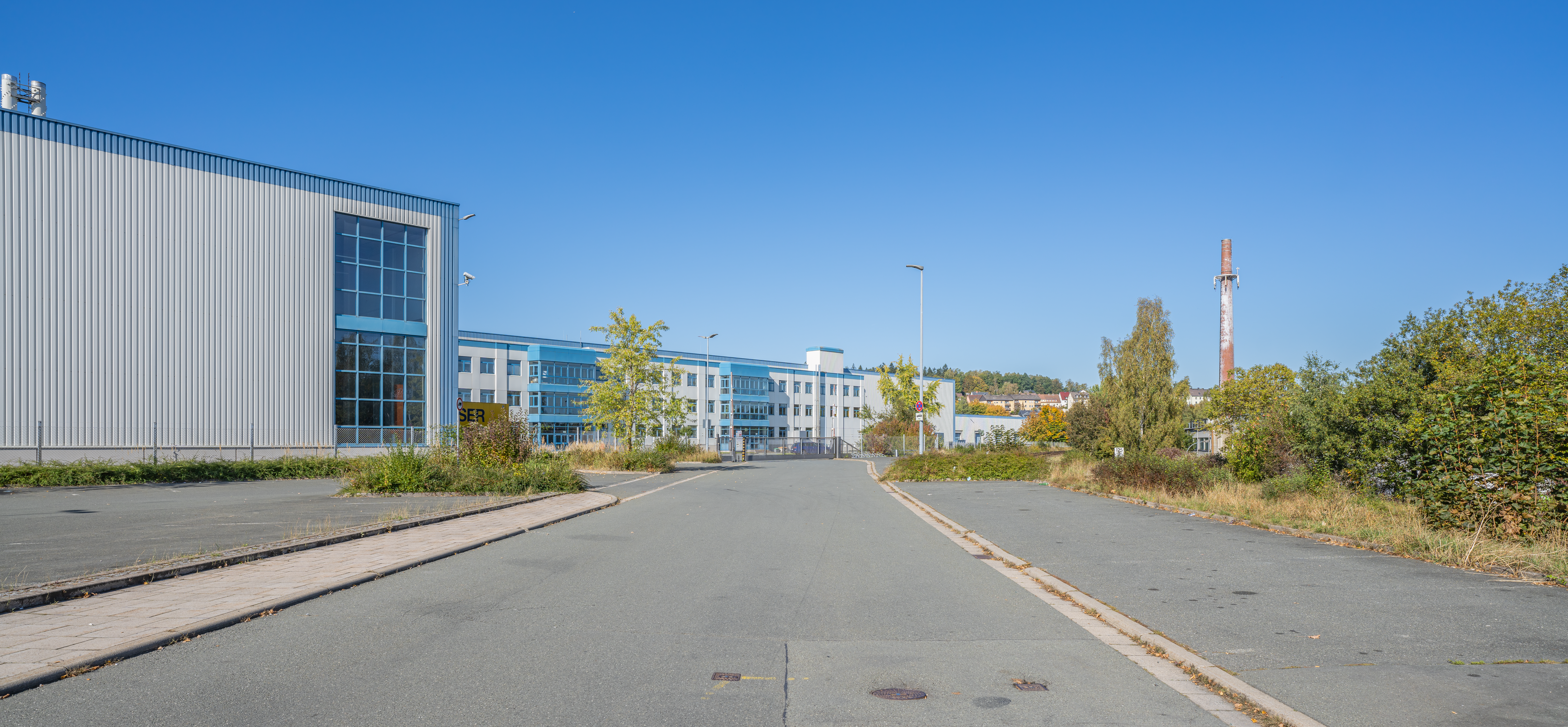
Hoftex Industrial Park

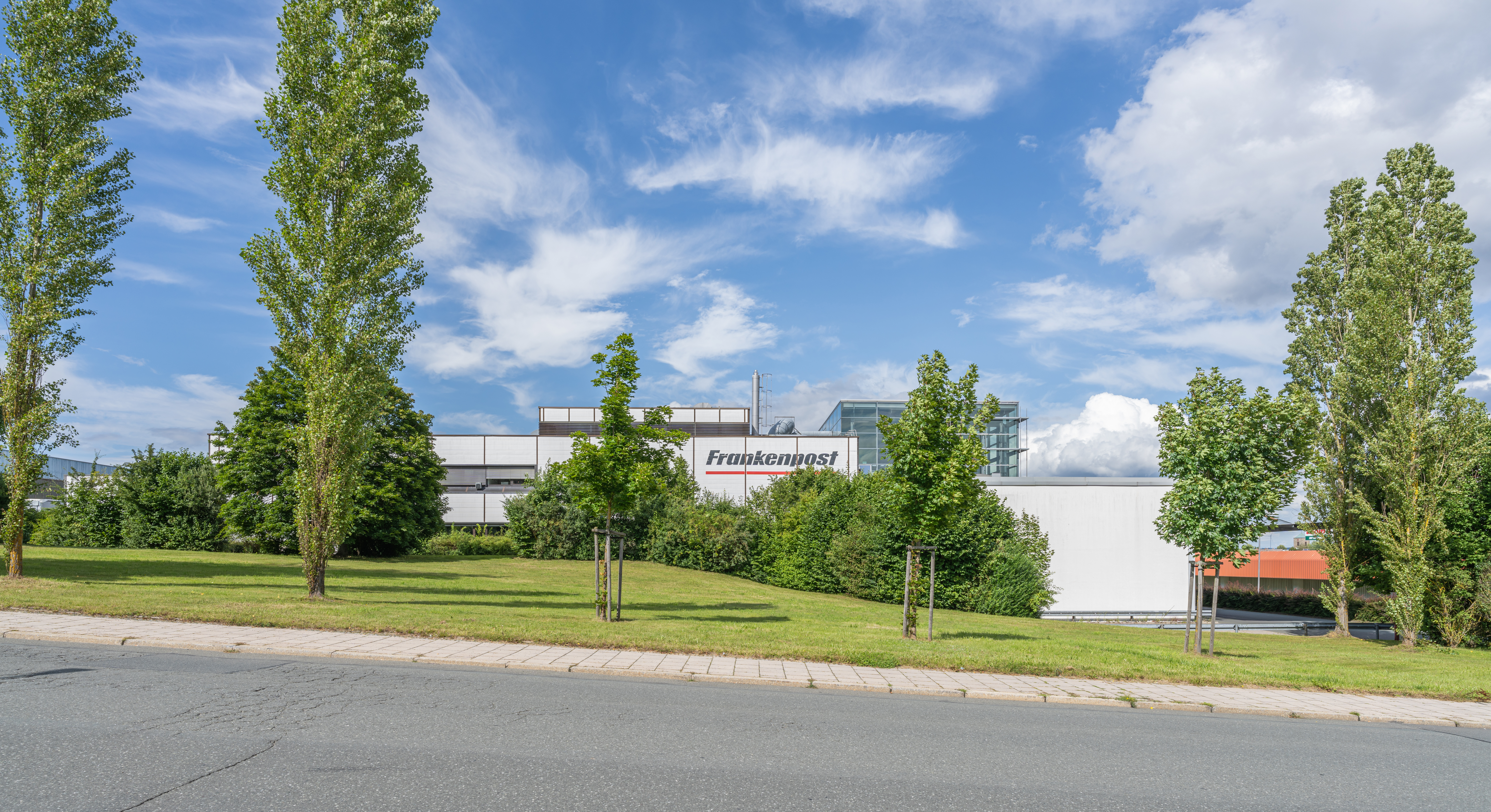
Druckzentrum Hof

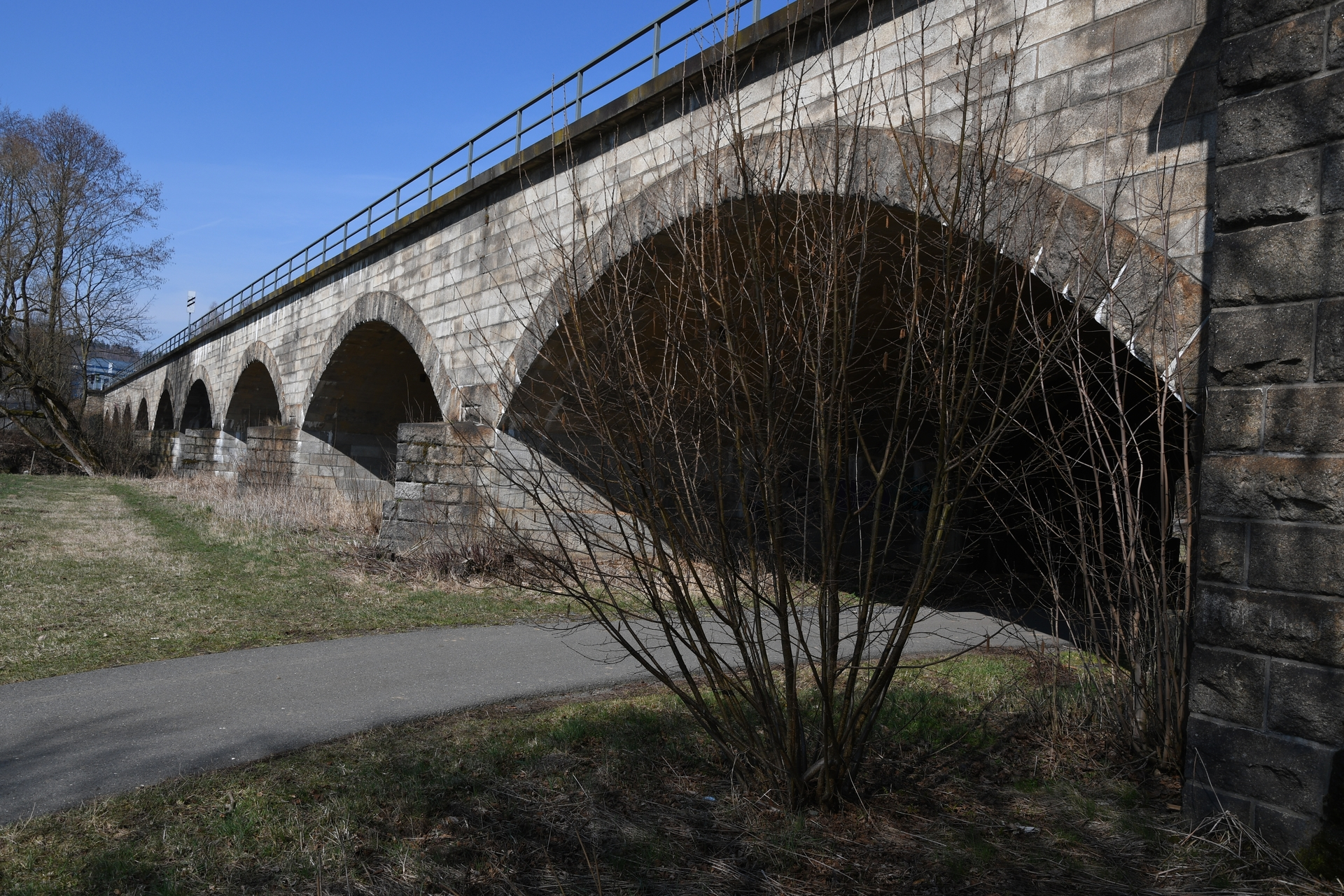
Eisenbahnviadukt Moschendorf

Oberkotzauer Straße

Auf dem Gelände des ehemaligen Flüchtlingslagers befindet sich eine Fabrik des börsennotierten Textilunternehmens Hoftex Group, der Hoftex Industrial Park. Ein Werk des Textilherstellers Tenowo gehört zu der Aktiengesellschaft im Zweig non wovens und stellt Vliesstoffe her. In der Nähe haben sich ein Bekleidungshersteller und ein Hersteller von Elektroantrieben angesiedelt.
Das Druckzentrum Hof ist ebenfalls in Moschendorf. Der Standort liegt nahe der B 15. Im Druckzentrum werden die Zeitungen Frankenpost, Nordbayerischer Kurier und Blickpunkt gedruckt.
Im Stadtteil gibt es viele Möbelhäuser und zwei Baumärkte.

### Öffentliche Einrichtungen
- Justizvollzugsanstalt Hof mit getrennter Einrichtung für Abschiebehaft
- Kfz-Zulassungsstelle der Stadt Hof
- Familienkasse Bayern Nord
- Feuerwehr Hof, Wache 5 Löschgruppe Moschendorf
- Landratsamt des Landkreis Hof

### Schulen
In Moschendorf gibt es eine Grundschule mit den Klassen 1 bis 4. Die Klassen 5 und 6 der Teilhauptschule sind zur benachbarten Münsterschule übergegangen. Im Schulhaus befindet sich eine Zweigstelle der Stadtbücherei Hof.

### Verkehr
Moschendorf liegt an den Bahnstrecken Bamberg–Hof, Regensburg–Hof und der internationalen Bahnlinie Eger–Selb–Hof. Zwischen 1897 und 1900 gab es einen Bahnhaltepunkt Moschendorf. Er befand sich neben der Fabrik der Textilgruppe. In den 1980er Jahren wurde die Bahnstation Hof-Moschendorf geschlossen. Anschließend an den ehemaligen Bahnhof überquert die Eisenbahnlinie die Saale auf dem Moschendorfer Viadukt. In den 1940er Jahren wurde die Bahnstrecke von Hof über Moschendorf nach Oberkotzau dreigleisig ausgebaut um eine leistungsfähige Anbindung des Rangierbahnhofs Oberkotzau an den Hofer Hauptbahnhof sicherzustellen. Das Moschendorfer Saaleviadukt wurde dabei auf insgesamt vier Gleise erweitert.
Moschendorf ist durch mehrere Stadtbuslinien der Stadtwerke Hof an die Stadt Hof und den Hofer Hauptbahnhof angebunden.

## Alsenberg/Otterberg
Zum Stadtteil mit dem namensgebenden Otterberg gehören die ehemaligen Gemeindeteile Alsenberg und Otterberg.
Das Viertel wurde bereits in der Gründerzeit bebaut. Dort befand sich der Hauptsitz der Bäckerei Dörsch, einer regionalen Bäckereikette, die im Mai 2023 Insolvenz anmelden musste und ihren Betrieb infolge dessen geschlossen hat.